# Traverse City
Traverse City (ˈtrævərs) ist mit 15.678 Einwohnern (Stand: Volkszählung 2020) nach Marquette die zweitgrößte Stadt im Norden des US-Bundesstaates Michigan. Sie ist an der Grand Traverse Bay gelegen, die vom Lake Michigan abgeht. Diese Bucht ist durch eine Halbinsel, die Old Mission Peninsula, geteilt.

## Etymologie
Der Name „Traverse City“ kommt vom französischen Namen „la grande traverse“ (dt. sinngemäß „die große Querung“).
Der französische Name stammt von französischen Voyageuren, die „la grande traverse“ oder „die große Querung“ über die Mündung der Bucht vom heutigen Norwood nach Northport machten.

## Aktivitäten
Traverse City ist umgeben von viel ursprünglicher und unberührter Natur und Wasser, wie Flüssen, Seen und Buchten.
Es gibt einen Zoo und eine Marina sowie einen historischen Innenstadtbereich. Es gibt auch 50 Kunstgalerien und Museen in der Stadt und der Umgebung.
Große Bedeutung hat inzwischen auch das Traverse City Film Festival, das seit 2005 jedes Jahr Ende Juli oder Anfang August stattfindet. Das Festival war von dem gebürtigen Michiganer Regisseur Michael Moore sowie Doug Stanton, John Robert Williams, Susan Brown und Jason Pollock ins Leben gerufen worden.

## Verkehr
Traverse City hat einen eigenen Flughafen, den „Cherry Capital Airport“, den auch große Fluggesellschaften wie American Airlines, Delta Air Lines und United Airlines anfliegen (vor allem von Chicago und Detroit). Die Entfernung von Chicago aus misst 305 Meilen und von Detroit 242 Meilen.
Von den ursprünglich drei Bussen, die täglich Traverse City mit dem Rest von Michigan verbunden haben, verkehrt heute nur noch einer. Der Indian Trails Bus kommt aus St. Ignace und verlässt Traverse City in Richtung Grand Rapids, Kalamazoo und Chicago.
Einen Autobahnanschluss besitzt Traverse City nicht. Der nächste Autobahnanschluss ist entweder in Cadillac (etwa eine halbe Stunde südlich) oder etwa eine Stunde östlich von Traverse City.

## Cherry Capital
Traverse City bezeichnet sich als „Cherry Capital of the World“ (Kirschhauptstadt der Welt) und jedes Jahr für acht Tage im Juli findet dort das „National Cherry Festival“ (Nationale Kirschfest) statt. Ein besonderes Ereignis ist in diesem Landstrich die Kirschblütenzeit der 3 Millionen Kirschbäume, dann wirkt die gesamte Gegend wie in einen weißen Schleier gehüllt. Im Herbst lässt sich auch hier der Indian Summer bestaunen.

## Städtepartnerschaften
- Kōka, Präfektur Shiga, Japan.[4]

## Söhne und Töchter der Stadt
- Harold Sherman (1898–1987), Schriftsteller
- David Wayne (1914–1995), Film- und Fernsehschauspieler
- William Milliken (1922–2019), Gouverneur von Michigan 1969–1983
- Alma Routsong (1924–1996), Schriftstellerin
- Erwin Dumbrille (1930–2013), Filmeditor
- Dan Majerle (* 1965), Basketballspieler und -trainer
- Jeremy Davies (* 1969), Film- und Fernsehschauspieler
- Barry Watson (* 1974), Film- und Fernsehschauspieler
- Craig Thompson (* 1975), Comiczeichner
- Brian Holden (* 1985), Schauspieler